# Johanna Leeuwenburg-Hordijk

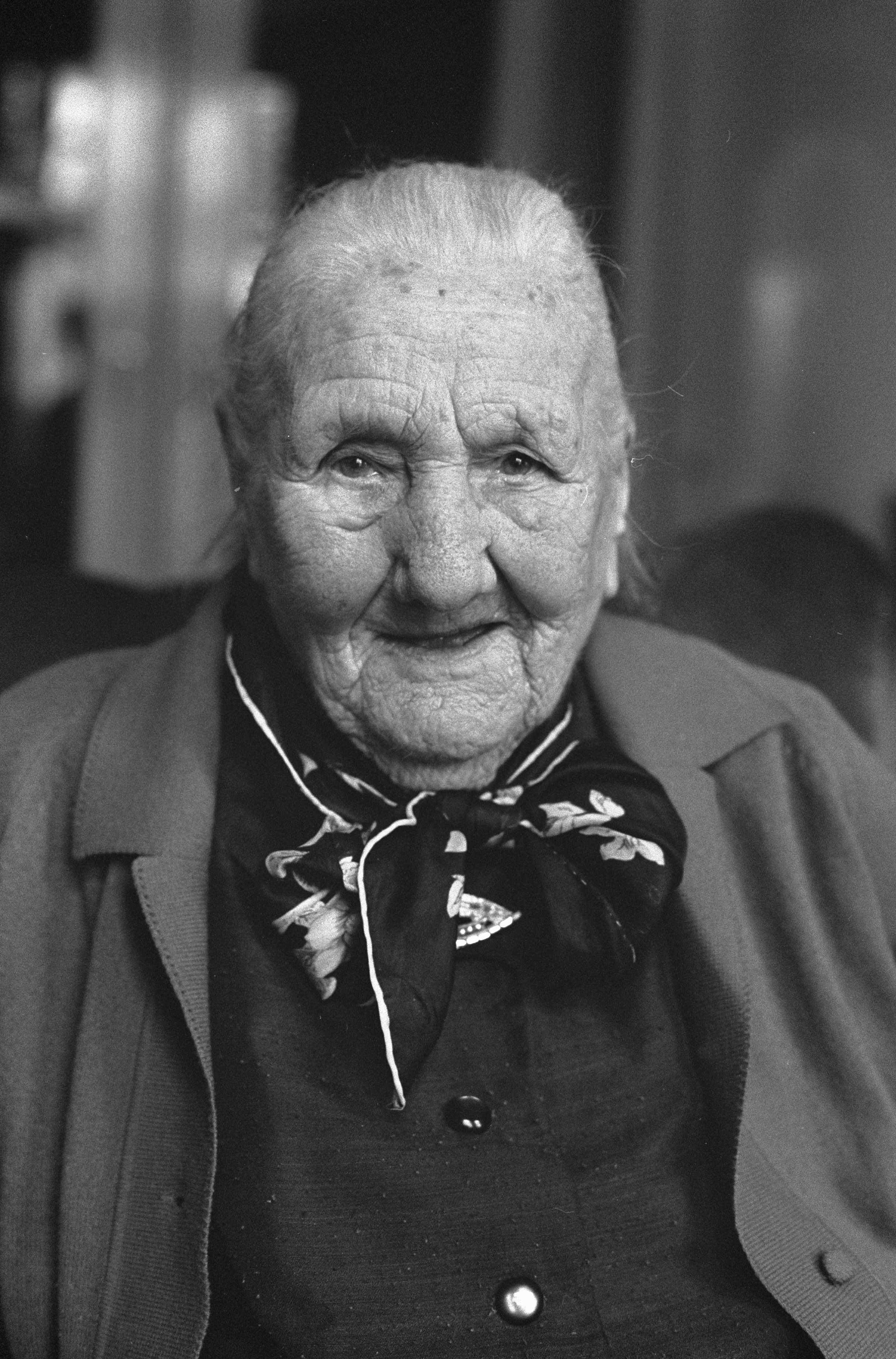
Johanna Leeuwenburg-Hordijk op 15 januari 1974

Johanna Leeuwenburg-Hordijk (Charlois, 25 januari 1867 – Rotterdam, 25 september 1975) was vanaf 16 januari 1973 de oudste inwoner van Nederland, na het overlijden van Elisabeth van der Burg-Leusveld. Zij heeft deze titel 2 jaar en 252 dagen gedragen.
Leeuwenburg-Hordijk overleed op de leeftijd van 108 jaar en 243 dagen. Haar opvolger was Cornelia La Fors-van Geel.